# Festuca subverticillata
Festuca subverticillata är en gräsart som först beskrevs av Christiaan Hendrik Persoon, och fick sitt nu gällande namn av Evgenii Borisovich Alexeev. Festuca subverticillata ingår i släktet svinglar, och familjen gräs. Inga underarter finns listade i Catalogue of Life.

## Bildgalleri

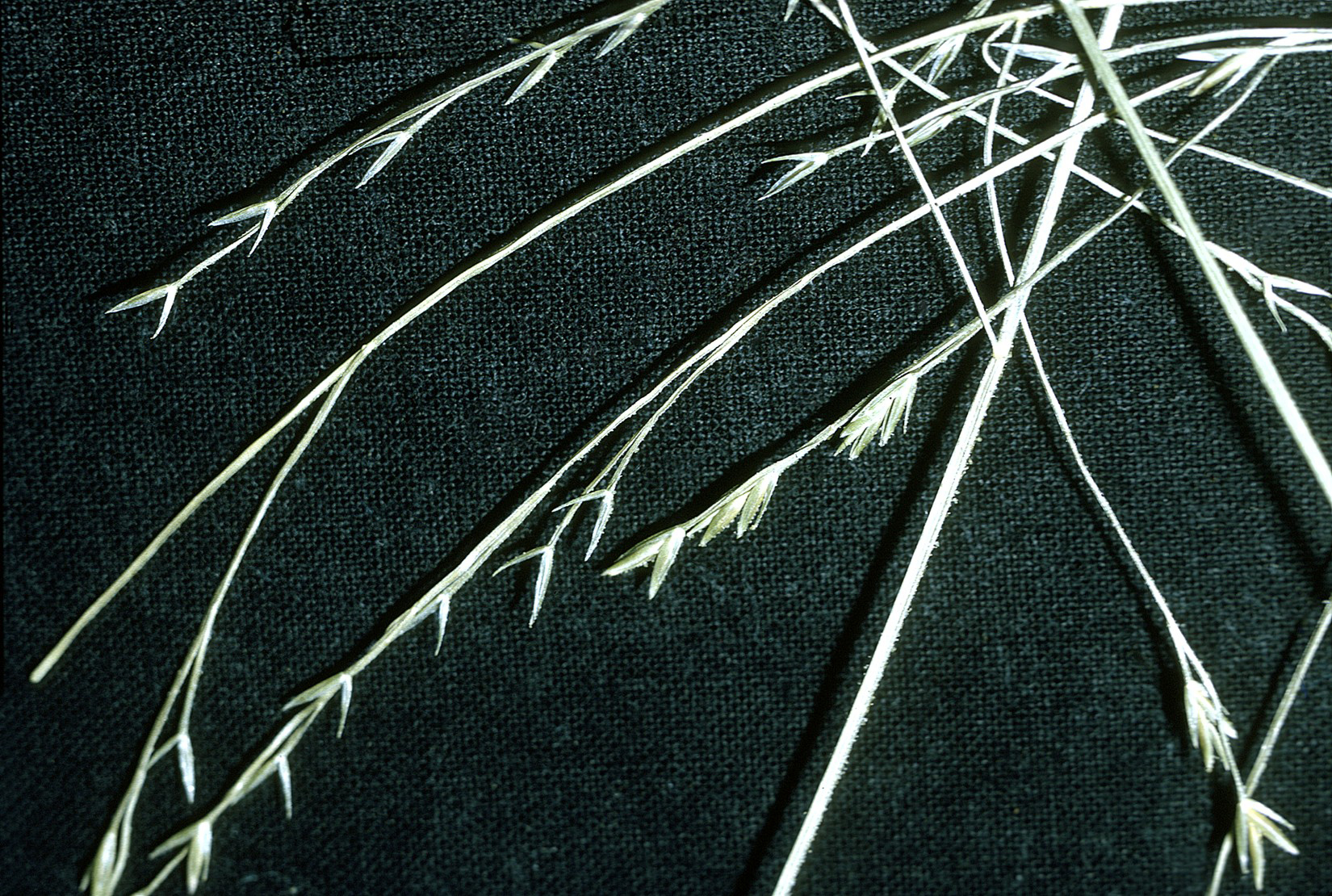
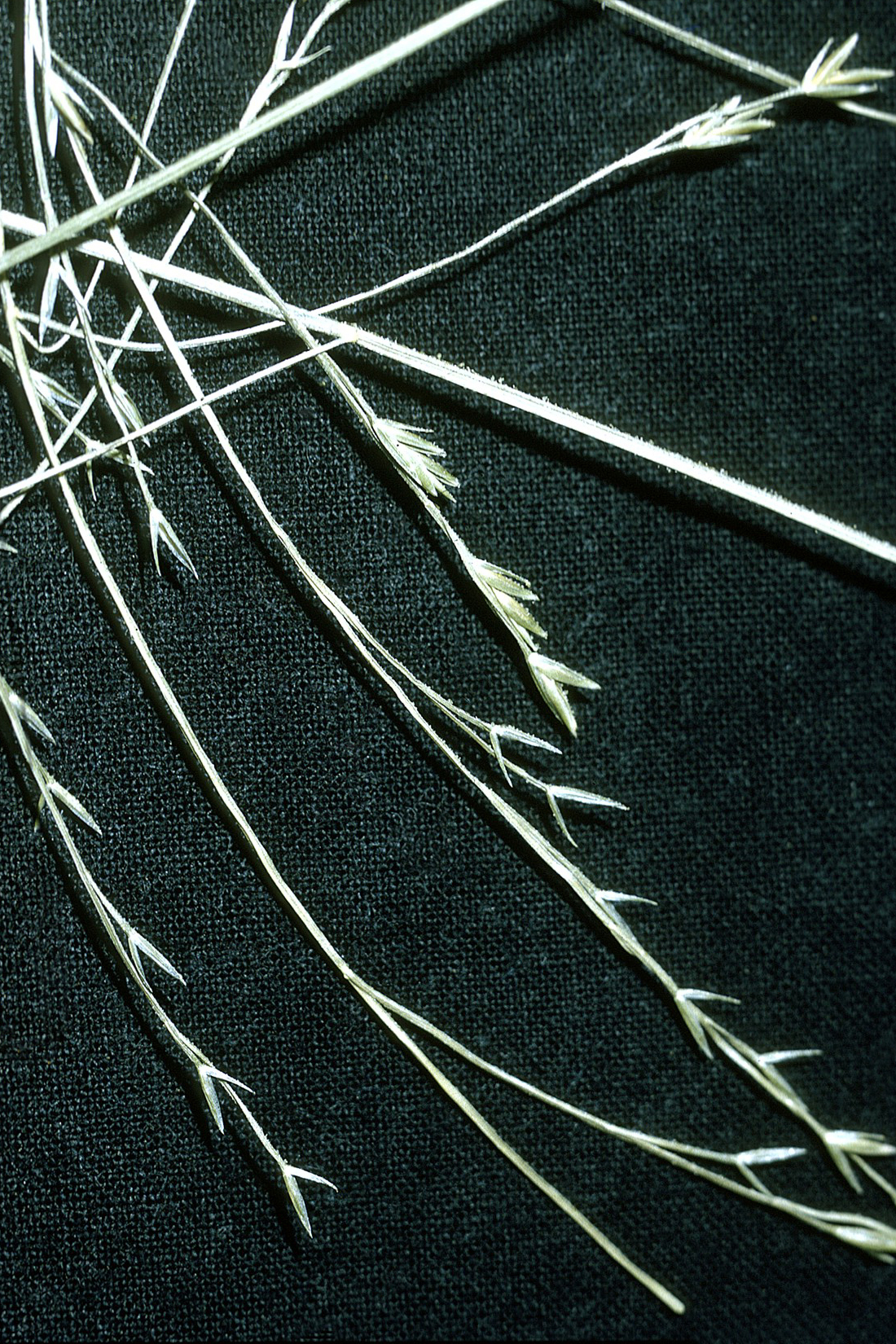